# Alféizar

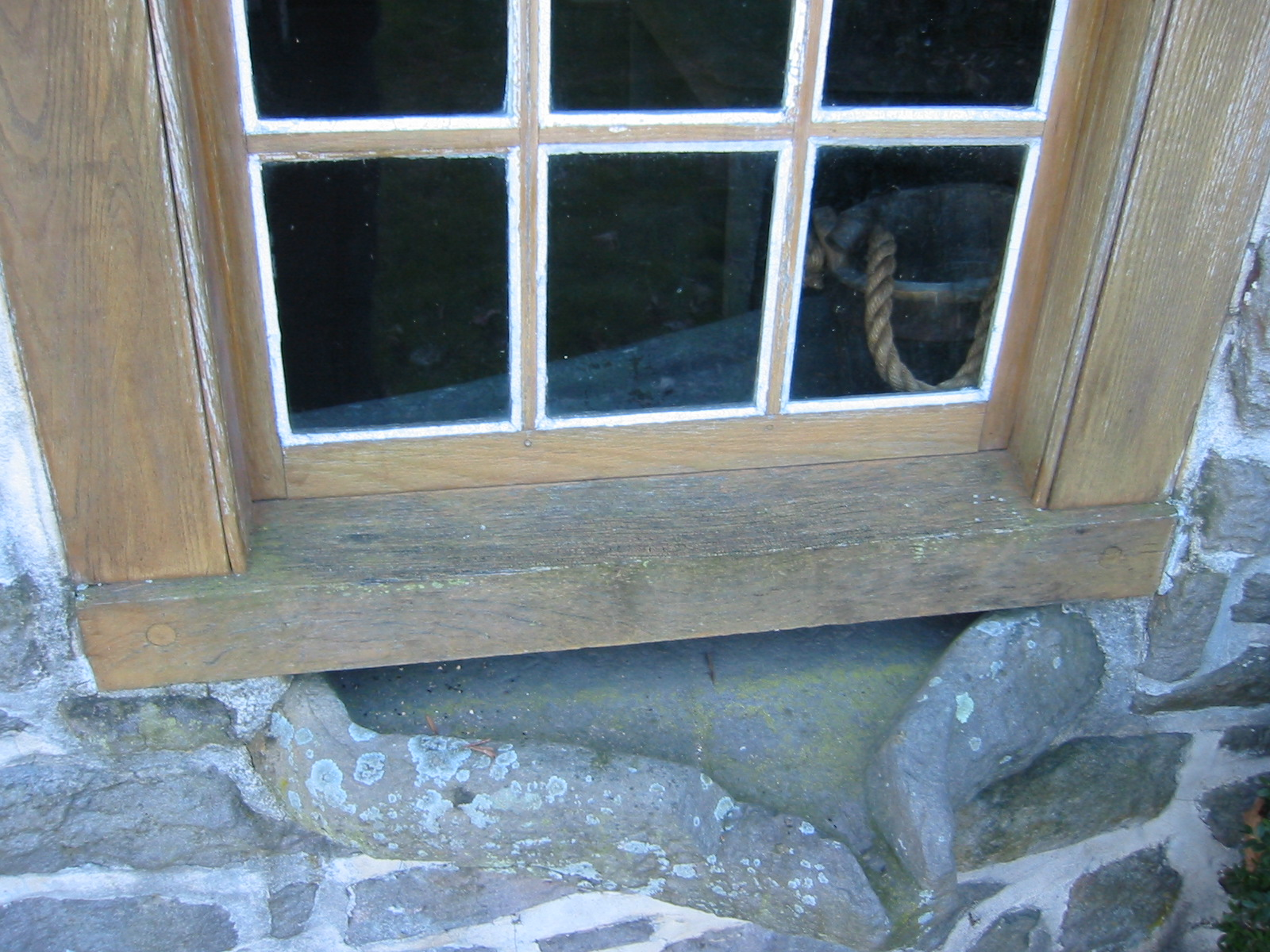
Alféizar de piedra tipo fregadero en una ventana de una casa en Schifferstadt

El alféizar (del árabe al-fasha) (ing. window sill), y conocido comúnmente como pasamano [de ventana] en el español filipino, es un elemento constructivo que se corresponde a la parte baja de la ventana, cubriendo el antepecho.
El alféizar tiene un vierteaguas (ing. sill pan) con pendiente hacia afuera, asegurando una evacuación rápida del agua; por la misma razón de estanqueidad ha de penetrar en las jambas del hueco (vano) y suele resaltarse hacia fuera formando un goterón. Por su importancia en la estanqueidad, el diseño del alféizar es uno de los puntos críticos en la proyección constructiva de los edificios.

## Tipos de alféizares según material
Puede colocarse una pieza de remate del muro en el hueco que funciona de alféizar y vierteaguas.
| Material              | Descripción |
| --------------------- | --- |
| Hormigón              | Pueden prefabricarse. Poseen una mayor resistencia ante empujes mecánicos y son fáciles de limpiar.                                                             |
| Madera                | Se generan pocas deformaciones debido a los cambios de temperatura y a la humedad, aunque éstas dependen del tipo de madera.                                    |
| Piedra                | Gran resistencia ante empujes mecánicos. |
| Compuestos de piedras | Pueden generarse superficies muy tersas y por tanto, muy fáciles de limpiar. Pueden tener muy buen comportamiento ante la abrasión, los choques y los rayos UV. |
| Metal                 | Normalmente de acero galvanzado o aluminio. Se tratan para resistir a las inclemencias del tiempo.                                                              |